# Brigada explosiva
Brigada explosiva es una película argentina cómica de 1986 dirigida por Enrique Dawi y protagonizada por Moria Casán, Emilio Disi, Gino Renni, Alberto Fernández de Rosa y Berugo Carámbula. Es la primera película de la saga de la Brigada explosiva. Se estrenó el 6 de febrero de ese año.

## Sinopsis
Un robo en un banco es denunciado, por lo que debe entrar en acción la "Brigada Z", compuesta por Emilio, Benito, Gino y Alberto. Sin quererlo la brigada termina ayudando a los ladrones que conforman la Banda de Cicatriz a concretar el hurto. Completamente molestos con la ineptitud de la brigada, las máximas autoridades de la Policía Federal obligan a los brigadistas a volver a la escuela de la policía. Ellos, por su parte, intentarán atrapar a la banda de Cicatriz y volver a ser respetados.